# Gianluigi Saccaro
Gianluigi Saccaro (Milano, 29 dicembre 1938 – Milano, 17 febbraio 2021) è stato uno schermidore italiano, specializzato nella spada. Ha vinto una medaglia d'oro (con Giuseppe Delfino, Edoardo Mangiarotti, Carlo Pavesi, Alberto Pellegrino nella spada a squadre), una d'argento ed una di bronzo nella scherma ai Giochi olimpici.

## Palmarès

### Risultati élite
In carriera ha ottenuto i seguenti risultati:
Giochi olimpici
Individuale
- Bronzo nella spada a Città del Messico 1968

A squadre
- Oro nella spada a Roma 1960
- Argento nella spada a Tokyo 1964

Mondiali
Individuale
A squadre
- Oro nella spada a Parigi 1957
- Oro nella spada a Filadelfia 1958

Universiadi
Individuale
- Bronzo nella spada a Porto Alegre 1963

A squadre
- Oro nella spada ad Torino 1959
- Oro nella spada a Sofia 1961
- Bronzo nella spada a Porto Alegre 1963
- Bronzo nella sciabola a Porto Alegre 1963

Campionati italiani
Individuale
- Oro nella spada nel 1961
- Oro nella spada nel 1972

A squadre

### Risultati giovani
Mondiali giovani
Individuale
- Argento nella spada a Varsavia 1957
- Argento nella spada a Parigi 1959
- Bronzo nella spada a Bucarest 1958

A squadre